# Francisco Agustín Tárrega
Francisco Agustín Tárrega (Segorbe, c. 1554 - íd., 1602) fue un dramaturgo español de la generación anterior a Lope de Vega.
Fue canónigo de la Catedral de Valencia desde 1584 y miembro asiduo de la Academia de los Nocturnos, famosa tertulia literaria, con el cargo de consiliario de la misma y el sobrenombre de "Miedo". Es un dramaturgo de tanta calidad como lo fue Guillén de Castro. No fue un discípulo de Lope de Vega, pues este era algo más joven que él y Tárrega debía tener ya elaborado lo esencial de su trayectoria dramática cuando ambos coincidieron en la ciudad del Turia en 1588. A Tárrega le atraían más las libertades de la imaginación que la rigidez de los preceptistas neoaristotélicos enfrascados en encorsetar la tragedia; por eso se aproximó al sentido de la intriga que tenían los italianos. Sus diez comedias conservadas lo confirman: El prado de Valencia, El esposo fingido, El cerco de Rodas, La perseguida Amaltea, La sangre leal de los montañeses de Navarra, Las suertes trocadas y torneo venturoso; El cerco de Pavía y prisión del rey de Francia, La duquesa constante, La fundación de la Orden de Nuestra Señora de la Merced y La enemiga favorable, esta última citada con elogio por Cervantes en el Quijote (I, 48), así como el mismo autor en el prólogo de sus Ocho Comedias y ocho entremeses por su "discreción e innumerables conceptos". Se le atribuye también Los moriscos de Hornachos (ed. Bourland, Chicago, 1904). Como se ve, cultiva temas nacionales e históricos que se funden con tramas amorosas, salvo la costumbrista El prado de Valencia. En las historias de amor no hay proceso psicológico, sino una serie de tópicos que empiezan ya a vulgarizarse.
Las comedias más antiguas para Rinaldo Froldi son las muy novelescas La duquesa constante, El esposo fingido y Las suertes trocadas, aunque Merimée piensa que también es temprana El prado de Valencia, comedia de costumbres que se acerca ya al teatro de Lope de Vega. En las posteriores se funde trama histórica y argumento amoroso.
- Datos: Q8962278
- Multimedia: Francisco Agustín Tárrega / Q8962278